# Adhesia
Adhesia a.s.b.l. was een Externe Dienst voor Preventie en Bescherming op het Werk in België, met de hoofdzetel in Brussel (Brussels Hoofdstedelijk Gewest, België). De dienst ontstond uit de fusie van Prevemed-Bewel en Simetra.
Sinds 2014 maakt Adhesia deel uit van Mensura.

## Situering

### Prevemed-Bewel
Prevemed-Bewel was met 8000 aangesloten ondernemingen - samen goed voor meer dan 85.000 werknemers - een middelgrote externe dienst voor preventie en bescherming op het werk in België.
Er waren regionale hoofdzetels met administratief centrum in Brugge, Brussel, Charleroi, Eigenbrakel, Kortrijk, Oostende, Waver en Zwijnaarde.

### Simetra
Simetra was met bijna 5000 aangesloten ondernemingen - samen goed voor meer dan 50.000 werknemers - een middelgrote externe dienst voor preventie en bescherming op het werk in België.
Er waren regionale hoofdzetels met administratief centrum in Bergen, Charleroi, Doornik en La Louvière.

### Adhesia
Adhesia was erkend voor geheel België.
Het bedrijf zorgde voor de periodieke medische onderzoeken van onderworpen werknemers, en zorgde op het gebied van risicobeheersing voor de domeinen ergonomie, psychosociale belasting, bedrijfsgezondheidszorg, hygiëne & toxicologie, arbeidsveiligheid en milieu.

### Mensura
Adhesia ging in 2014 op in Mensura. Samen vormen ze de grootste Externe Dienst voor Preventie en Bescherming op het Werk in België. De hoofdzetel is in Brussel. Ze zijn samen goed voor meer dan 50.000 klanten.